# 斯摩棱斯克

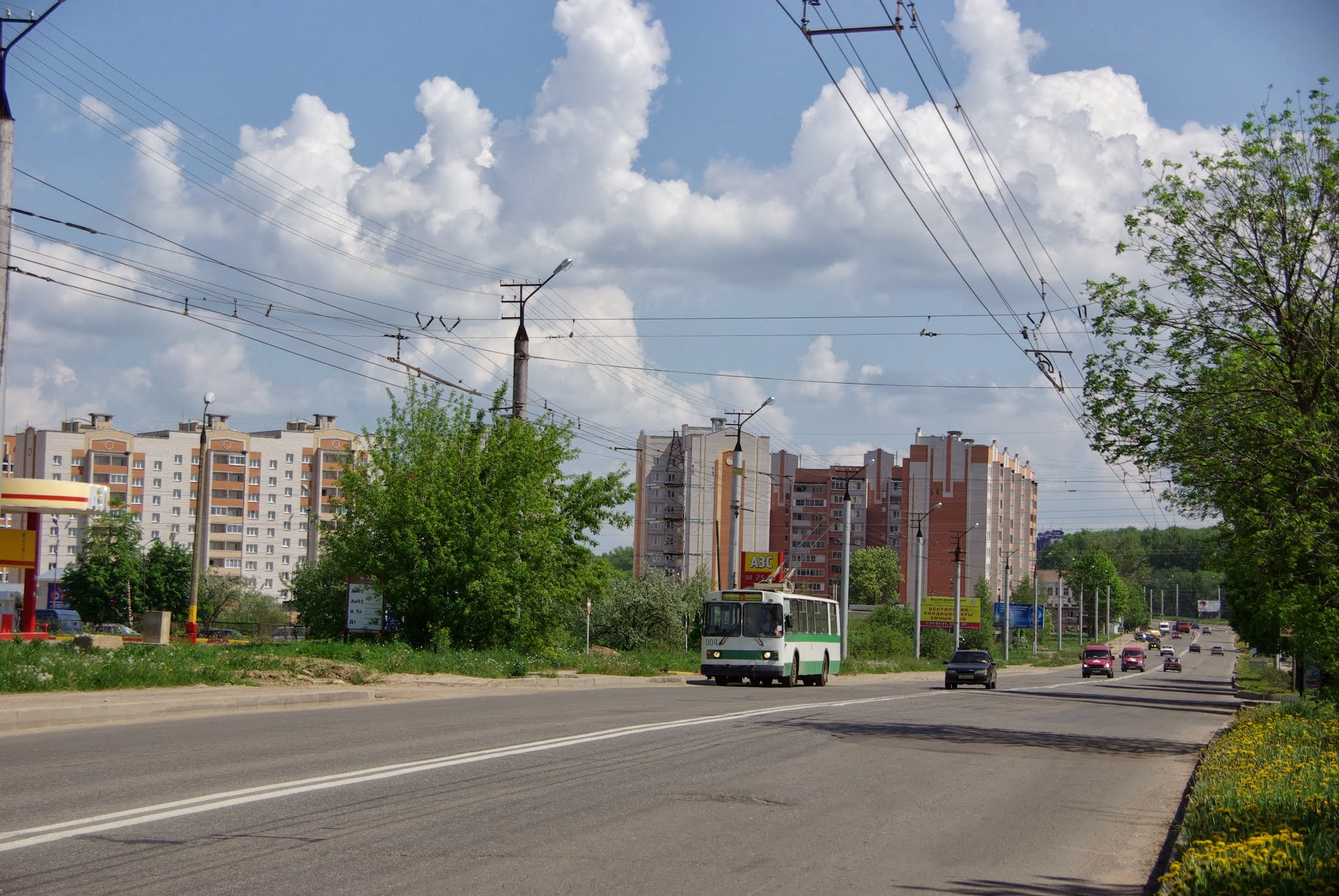
2013年的斯摩棱斯克

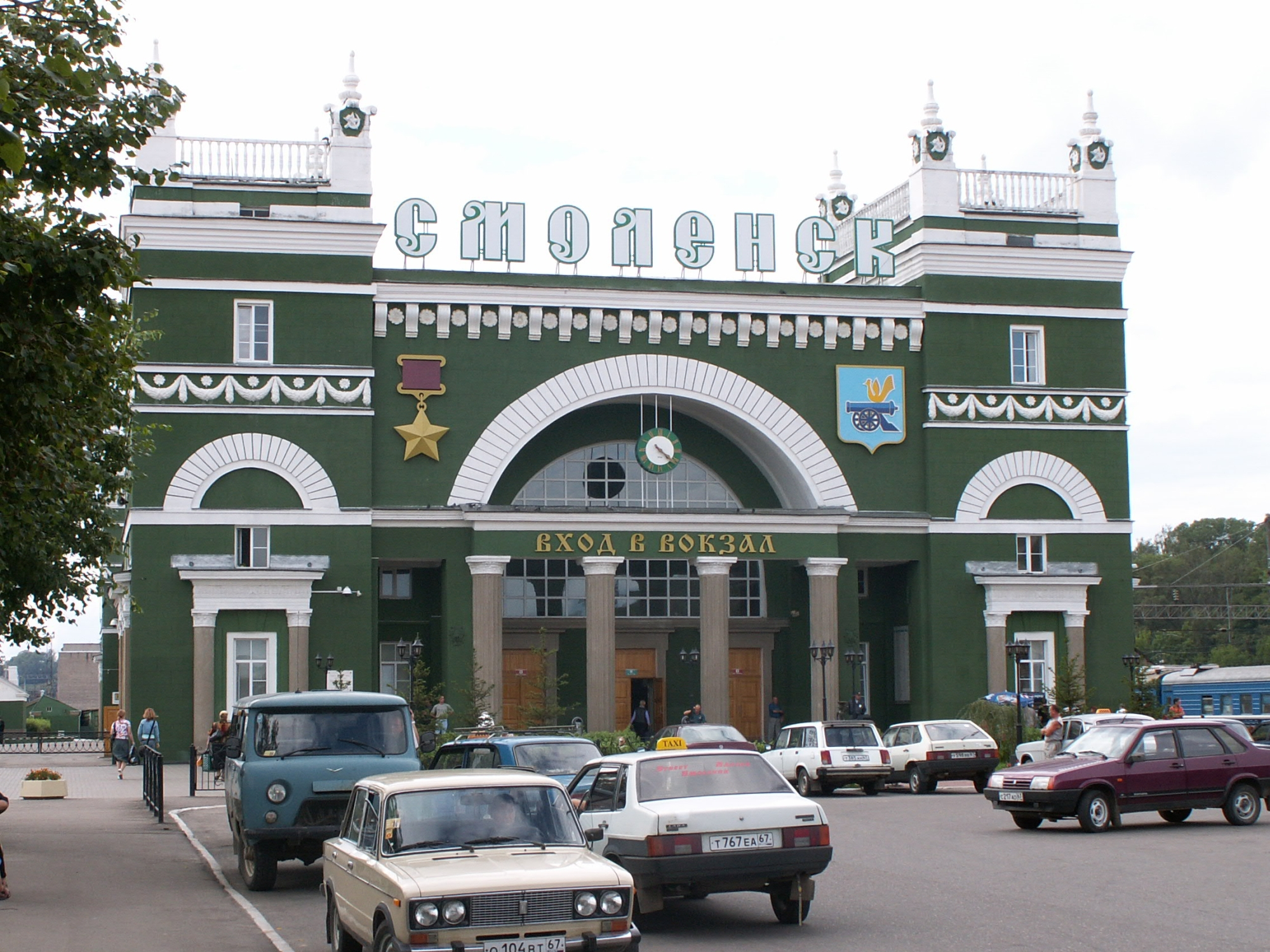
斯摩棱斯克的火車站 (2005年)

斯摩棱斯克（俄语：Смоленск，羅馬化：Smolensk，發音：[smɐˈlʲensk] ⓘ）位于俄罗斯西部第聂伯河畔，距离莫斯科360公里，是斯摩棱斯克州的首府。斯摩棱斯克得名于树脂（Смола），当地松树林茂盛，是松香的出产地。
由於地理位置上是通往首都莫斯科的門戶，在1941年第二次世界大戰時的蘇德戰爭初期，納粹德國以攻克斯摩棱斯克為目標，以鋪平隨後通往莫斯科的攻勢。
2010年4月10日，波兰总统莱赫·卡钦斯基的座机在斯摩棱斯克机场降落失败坠毁，机上包含总统夫妇、前波蘭流亡政府末任總統、波兰国家银行总裁、波兰陆军司令在內共96人全数遇难。

## 名称
这座城市的名字来源于斯莫尔尼亚河的名字。斯莫尔尼亚河流经俄罗斯西北部的卡累利阿和摩尔曼斯克地区。这条河的名字来源不太清楚。一种可能是古老的斯拉夫语单词смоль（smol'），表示黑土，这可能使斯莫尔尼亚的水着色。另一个来源可能是俄语单词смола（smola），意思是树脂、焦油或沥青。松树生长在该地区，这座城市曾经是树脂加工和贸易的中心。拜占庭皇帝君士坦丁七世（公元913-959年在位）将其名字记录为米利尼斯卡（Μιλινισκα）。

## 地理
该市位于欧洲俄罗斯部分，位于第聂伯河上游沿岸，该河在斯摩棱斯克高地内穿过该市，该高地是斯摩棱斯克-莫斯科高地的西侧部分。第聂伯河从东向西流经该市，将其分为两部分：北部（扎德内普罗维）和南部（中心）。在城市及其周边地区，这条河汇入了几条小支流。
河谷里有绵延的街道、高耸的山脊、丘陵和岬角，形成了山脉。斯摩棱斯克位于七座山上。这座城市的老城区位于第聂伯河的高耸崎岖的左岸（南岸）。该地区地形起伏，有大量的支流、溪流和沟壑。

## 历史

### 中世纪起源

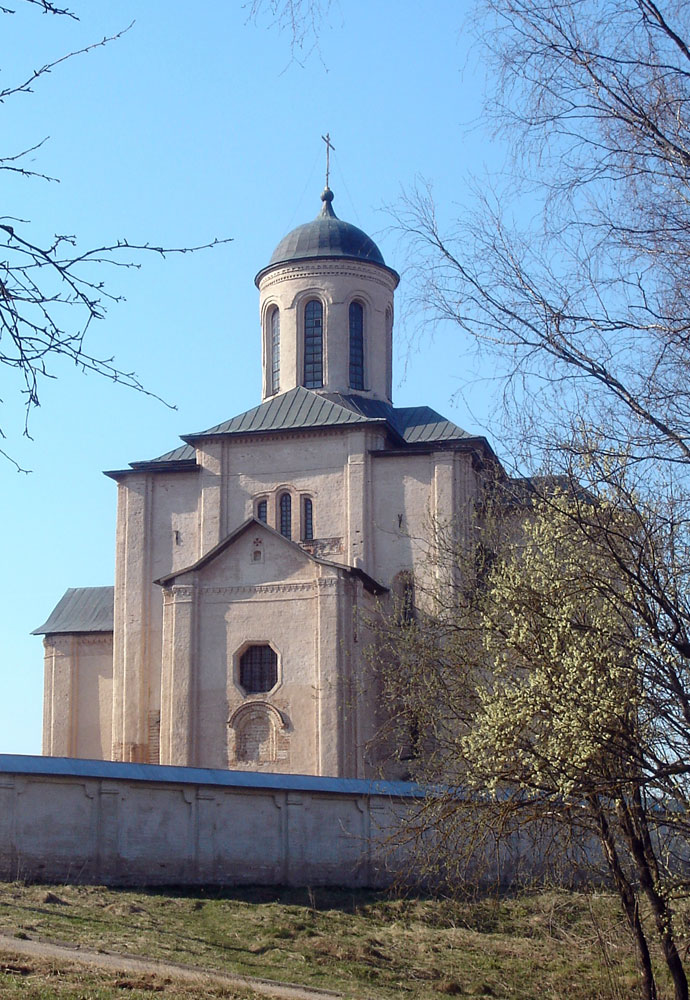
斯摩棱斯克圣米迦勒教堂修建于1180-1197年，是少数在前蒙古征服时代幸存至今的建筑

斯摩棱斯克是已知的罗斯时代最古老的俄罗斯城市之一。第一次提到这座城市是在公元863年，基辅罗斯建立两年后。根据《往年纪事》，斯摩棱斯克（可能位于稍下游的格涅兹多沃考古遗址）位于东斯拉夫拉季米奇部落定居的地区。公元882年，诺夫哥罗德的奥列格将其从大诺夫哥罗德转向基辅。在二十年之前，瓦良格酋长阿斯科尔德和迪尔在前往基辅的途中，因斯摩棱斯克幅员辽阔、人口众多，决定不对其发起挑战。
第一位提到这座城市的外国作家是拜占庭皇帝君士坦丁七世。在《帝国行政论》（约950年）中，他将斯摩棱斯克描述为瓦良格人到希腊贸易路线上的关键站。罗斯人从波罗的海地区出发，沿着西德维纳河（道加瓦河）航行，尽可能远地到达第聂伯河上游。据说是在斯摩棱斯克，他们修补船上因被拖到地上而出现的任何泄漏或者小孔，要用焦油来修补，城市因此得名。
斯摩棱斯克公国成立于1054年。由于其在基辅罗斯的中心位置，这座城市发展迅速。到12世纪末，斯摩棱斯克是东欧最强大的公国之一，因此斯摩棱斯克公爵经常控制基辅王位。当时，这座城市建造了许多教堂，包括圣彼得与圣保罗教堂（始建于1146年，第二次世界大战后重建为假定的原始外观）和施洗者圣约翰教堂（1180年，也部分重建）。这座城市最著名的教堂叫做斯韦尔斯卡娅教堂（建于1197年，至今仍屹立不倒）；它被同时代的人誉为基辅以东最美丽的建筑。
斯摩棱斯克从其历史之初就有自己的为制会。基辅罗斯解体后，其势力增强，虽然不如诺夫哥罗德为制会强大，但公爵们不得不考虑其意见；在12世纪和13世纪，他们之间曾多次发生公开冲突。

### 在立陶宛和莫斯科之间
尽管在1240年被蒙古军队赦免，但斯摩棱斯克向金帐汗国进贡，逐渐成为立陶宛大公国和莫斯科大公国之间长期斗争的棋子。斯摩棱斯克最后一位君主是尤里·斯维亚托斯拉维奇；在他统治期间，这座城市曾三次被立陶宛的维陶塔斯大帝占领：1395年、1404年和1408年。该市并入立陶宛大公国后，斯摩棱斯克的一些波雅尔（如萨皮耶哈人）搬到了维尔纽斯；统治者家族的后代（如塔提什切夫、克鲁泡特金斯、穆索尔斯基、维亚泽姆斯基）逃亡到莫斯科。

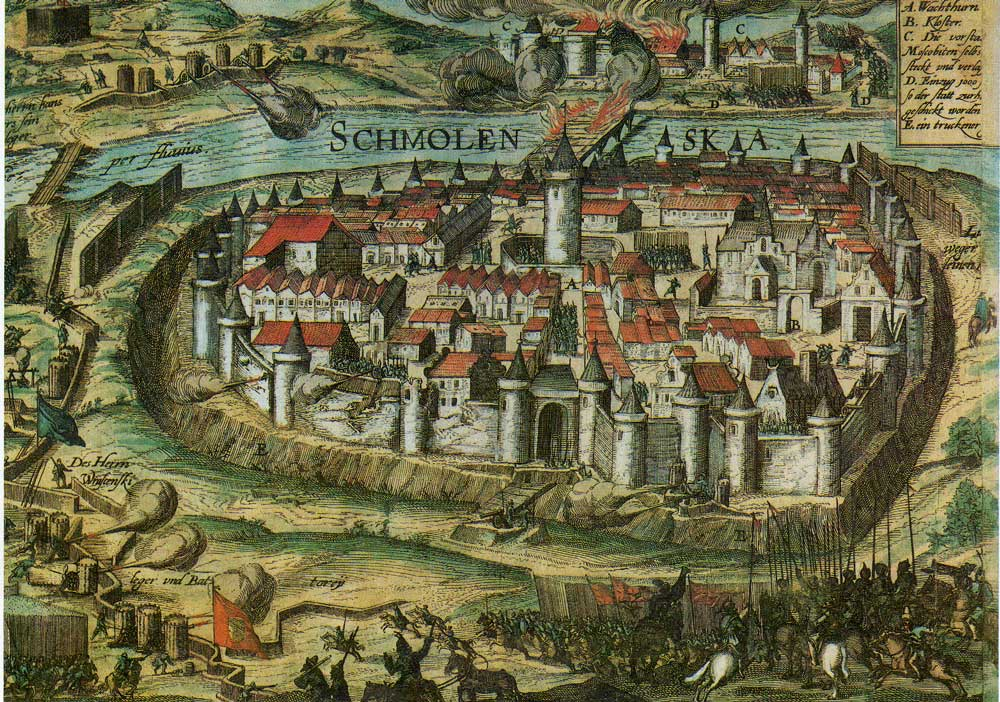
波兰-立陶宛联邦围困斯摩棱斯克（1609-1611）

三个立陶宛斯摩棱斯克团参加了1410年的格伦瓦德（坦能堡）战役，对抗条顿骑士团。1514年，这座城市被俄罗斯的瓦西里三世占领，这对立陶宛来说是一个沉重的打击。为了纪念这一事件，沙皇在莫斯科建立了新圣女修道院，并将其献给斯摩棱斯克圣母（赫德格里亚）的圣像。
为了击退波兰立陶宛联邦之后可能的进攻，鲍里斯·戈东诺夫大力加强这座城市作为首要任务。建于1597年至1602年的石砌克里姆林是俄罗斯最大的。它以厚墙和众多了望塔为特色。1611年，在混乱时期和波莫战争时期，经过长达20个月的围困，这座堡垒仍被波兰立陶宛联邦占领。衰弱的莫斯科公国在德乌里诺休战期间暂时将斯摩棱斯克土地割让给波兰立陶宛联邦。1611年，该市被授予马格德堡法律，并在接下来的43年里一直是斯摩棱斯克省的所在地。
为了夺回这座城市，俄罗斯沙皇国于1632年对波立联邦发动了所谓的“斯摩棱斯克战争”。在被国王瓦迪斯瓦夫四世击败后，这座城市仍掌握在波兰立陶宛人手中。1632年，东仪派主教列夫·科雷乌扎在斯摩棱斯克建造了他的公寓；后来，它们被改建为白芭蕾东正教教堂。1654年，当联邦受到赫梅利尼茨基起义和瑞典洪水的影响时，敌对行动再次爆发。1654年9月23日，在又一次围攻之后，斯摩棱斯克被俄罗斯夺回。在1667年的安德鲁索沃休战中，波兰立陶宛联邦放弃了对斯摩棱斯克的主权要求。

### 近代历史

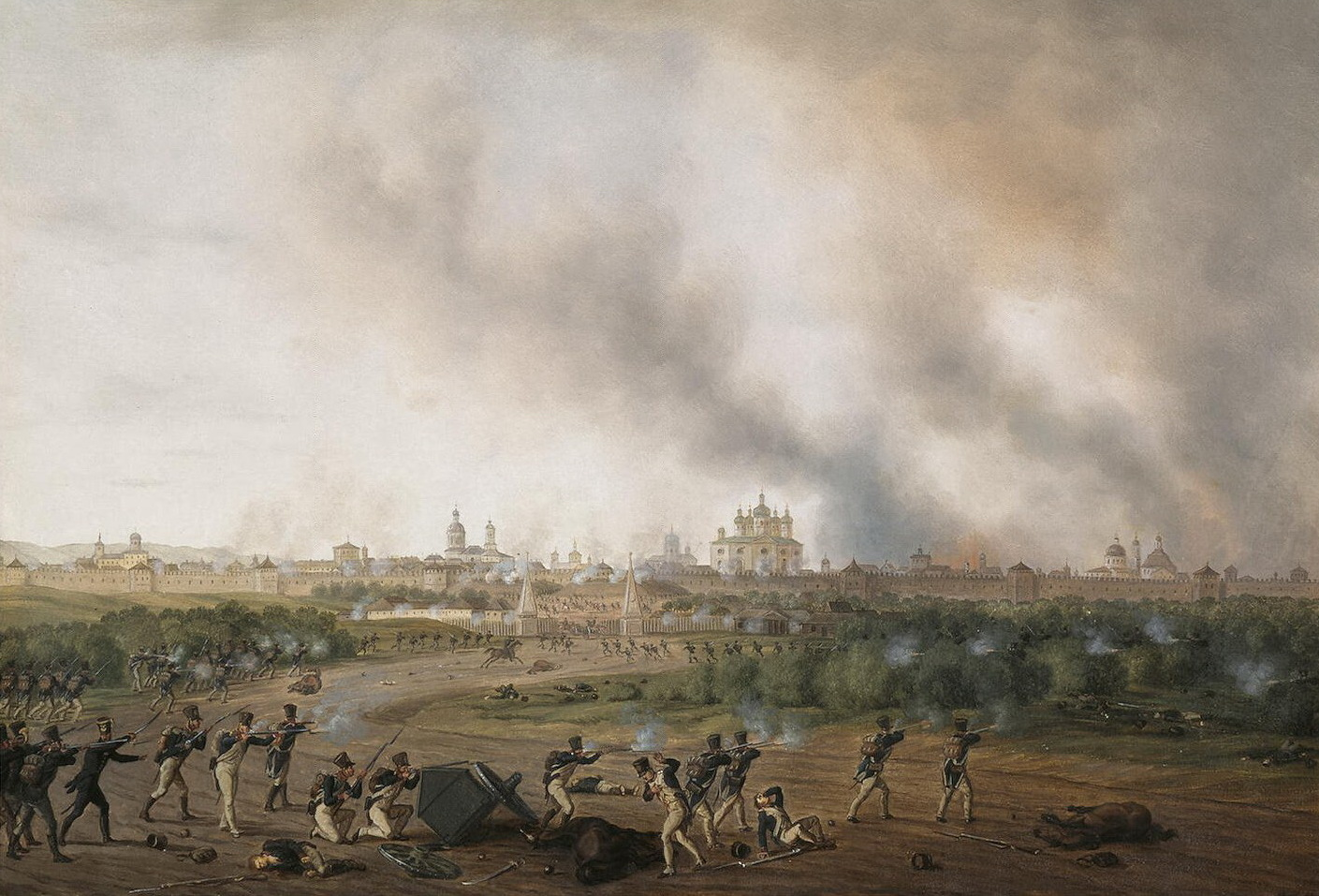
1812年俄法战争中的斯摩棱斯克战役

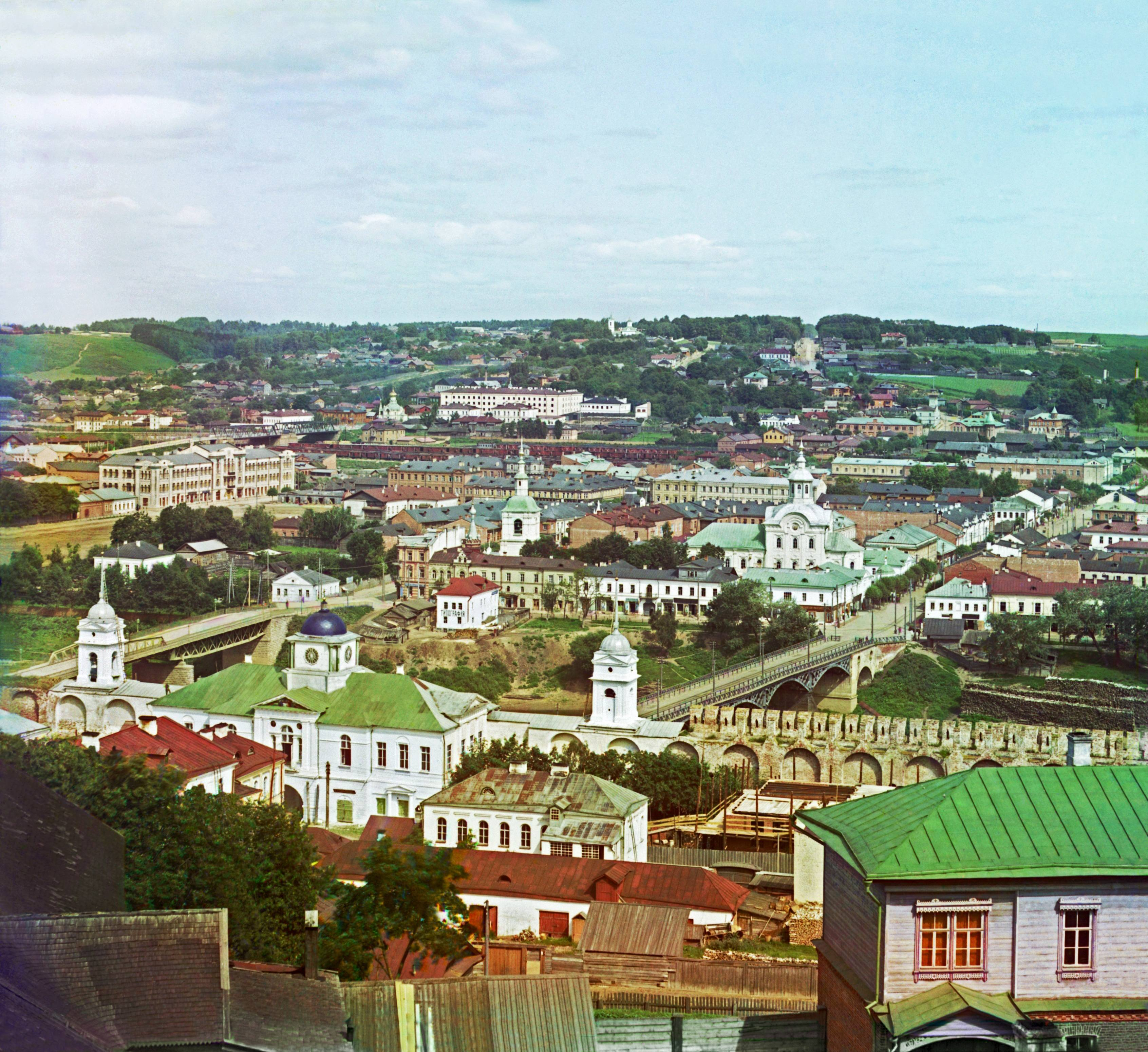
1912年的斯摩棱斯克

斯摩棱斯克对俄罗斯人来说是一个特殊的地方，原因有很多，尤其是当地大教堂收藏了圣路加最受尊敬的东正教圣像之一。建造新的圣母升天大教堂是一项耗时一个多世纪才完成的伟大工程。尽管慢慢陷入经济停滞，但斯摩棱斯克仍然被沙皇视为保卫通往莫斯科路线的关键堡垒。1708年成为斯摩棱斯克省的所在地。
1812年8月，有史以来最大的两支军队在斯摩棱斯克发生冲突。在列夫·托尔斯泰在《战争与和平》（第三卷第二部分第四章）中描述的艰苦战斗中，拿破仑进入了这座城市。总损失估计为30,000人。除了其他军事纪念碑外，斯摩棱斯克市中心还有鹰纪念碑，该纪念碑于1912年揭幕，以纪念拿破仑的俄罗斯战役一百周年。
第一次世界大战开始时，第56斯摩棱斯克步兵师首次被分配到俄罗斯帝国陆军第一军。他们参加了坦能堡战役。随后，该师被转移到第10集团军，并参加了第二次马祖里亚湖战役。1918年3月，在德国占领下的明斯克宣布成立的白俄罗斯人民共和国宣布斯摩棱斯克为其一部分。1918年2月至12月，斯摩棱斯基是西部战线、西北区布尔什维克委员会和西部区执行委员会的总部所在地。1919年1月1日，白俄罗斯苏维埃社会主义共和国在斯摩棱斯克宣布成立，但几天后德国军队被赶出明斯克后，政府立即迁往明斯克。

### 苏联时期
1940年，距离斯摩棱斯克18公里（11英里）处发生了卡廷大屠杀，约22000名波兰战俘被内务人民委员部杀害。当时，鲍里斯·门沙金和他的副手鲍里斯·巴齐列夫斯基担任斯摩棱斯克市长。他们两人都将是纽伦堡审判的关键证人。

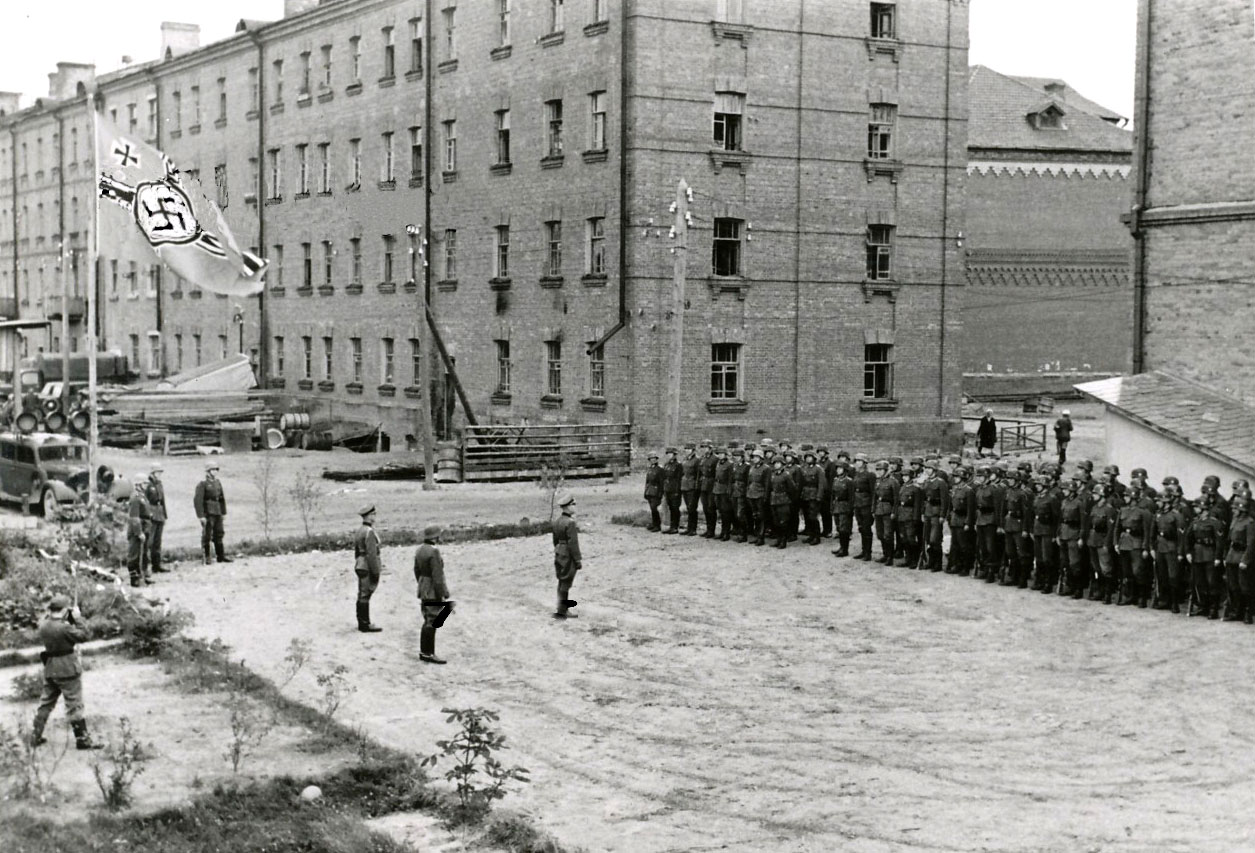
1941年德军占领斯摩棱斯克

在第二次世界大战期间，斯摩棱斯克在1941年7月16日被德国人占领的第一次斯摩棱斯克战役中再次发生大规模战斗。苏联对德国军队的第一次反攻于8月发动，但遭到失败。然而，苏联在城外取得的有限胜利使德国在关键的两个月内停止了前进，为莫斯科的守军提供了认真准备的时间。93%以上的城市在战斗中被摧毁；斯摩棱斯克圣母的古老圣像丢失了。然而，它逃脱了彻底的毁灭。1943年末，赫尔曼·戈林命令哥特哈德·海因里希按照纳粹的焦土政策摧毁斯摩棱斯克。他拒绝了，并因此受到了惩罚。1943年9月25日，在第二次斯摩棱斯克战役中，这座城市终于解放了。战争结束后，斯摩棱斯克被授予了英雄城市这一罕见的称号。
1941年德国人占领这座城市后，他们发现了共产党斯摩棱斯克州委员会的完整档案，即所谓的斯摩棱斯克档案。该档案被转移到德国，其中很大一部分最终被转移到美国，为西方学者和情报专家提供了冷战期间苏联政府前二十年当地运作的独特信息。这些档案于2002年由美国归还给俄罗斯。

### 近期事件
2010年4月10日，一架载有波兰总统莱赫·卡钦斯基、他的妻子和许多著名政治和军事人物的图-154军用飞机在接近当地军用机场时，在斯摩棱斯克附近的一片树林中坠毁。96名乘客当场死亡。此次访问的目的是纪念卡廷大屠杀70周年。
2013年6月，俄罗斯科学院的考古学家在斯摩棱斯克发现并出土了建于12世纪中叶至下半叶的古代寺庙，这些寺庙建在第聂伯河左岸。当时，这座城市是斯摩棱斯克公国的首都。
2013年9月，斯摩棱斯克通过在该市的不同建筑和翻修项目上投入资金，广泛庆祝建城1150周年。为了庆祝，俄罗斯中央银行发行了由贵金属制成的纪念币。

## 政治
第六届正式会议市议会主席（自2021年12月24日起）-阿纳托利·奥夫斯扬金（统一俄罗斯）。
第六届斯摩棱斯克市议会于2020年9月13日选举产生。目前市议会的政党组成如下：统一俄罗斯——23名代表，俄罗斯联邦共产党——4名代表，自由民主党——1名代表，公正俄罗斯——1名代表，退休者党——1名代表。

### 行政地位
斯摩棱斯克是斯摩棱斯克州的行政中心，在行政区划的框架内，它也是斯摩棱斯克区的行政中心（尽管它不是该区的一部分）。作为一个行政区划，它被单独合并为斯摩棱斯克城市区，这是一个与各区地位平等的行政单位。作为一个市级行政区，该行政单位也具有城市自治区的地位。

## 气候
斯摩棱斯克属于暖夏型湿润大陆性气候（柯本气候分类Dfb）。按照欧洲的标准，北纬54°，气候相当寒冷。内陆地区变暖相对较快，5月比9月温和得多。

## 经济
斯摩棱斯克有几家工厂，包括斯摩棱斯基航空工厂和几家电子和农业机械工厂。

## 景点
由于其悠久而丰富的历史，斯摩棱斯克拥有许多俄罗斯式建筑，从基辅罗斯时期到二战后斯大林主义风格。尽管这座城市被摧毁了好几次，但许多具有历史和文化意义的建筑仍然存在，包括大量的教堂。其中最著名的是圣母升天大教堂、圣母无原罪教堂和大天使圣米迦勒教堂，这是蒙古入侵前留在俄罗斯的少数建筑之一。

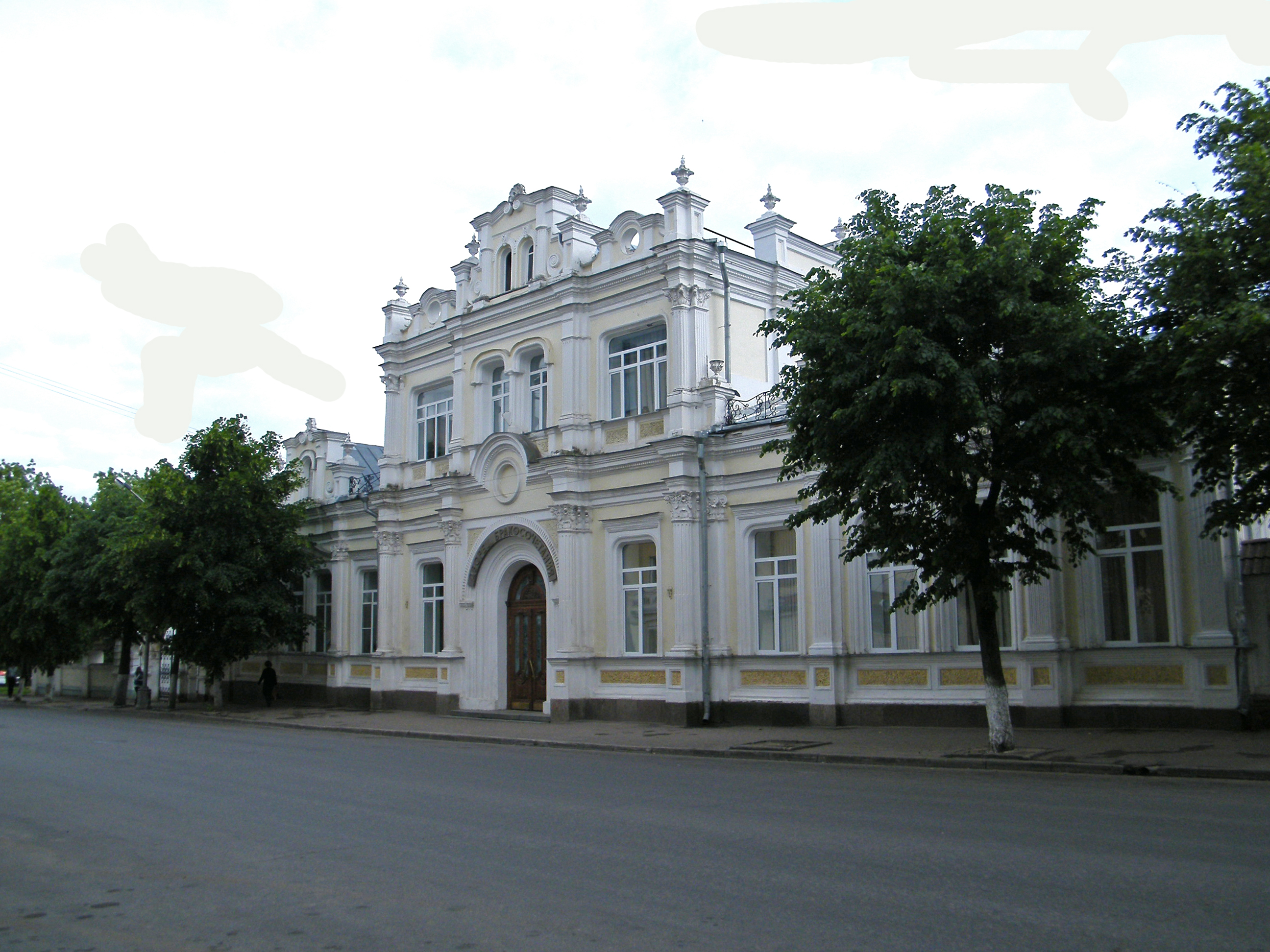
恩格尔哈特家族别墅

### 斯摩棱斯克克里姆林
斯摩棱斯克克里姆林建于16世纪末，沙皇费奥多尔一世和鲍里斯·戈东诺夫统治时期，由建筑师费奥多尔·孔监造，是俄罗斯中世纪建筑和军事工程最伟大的成就之一。

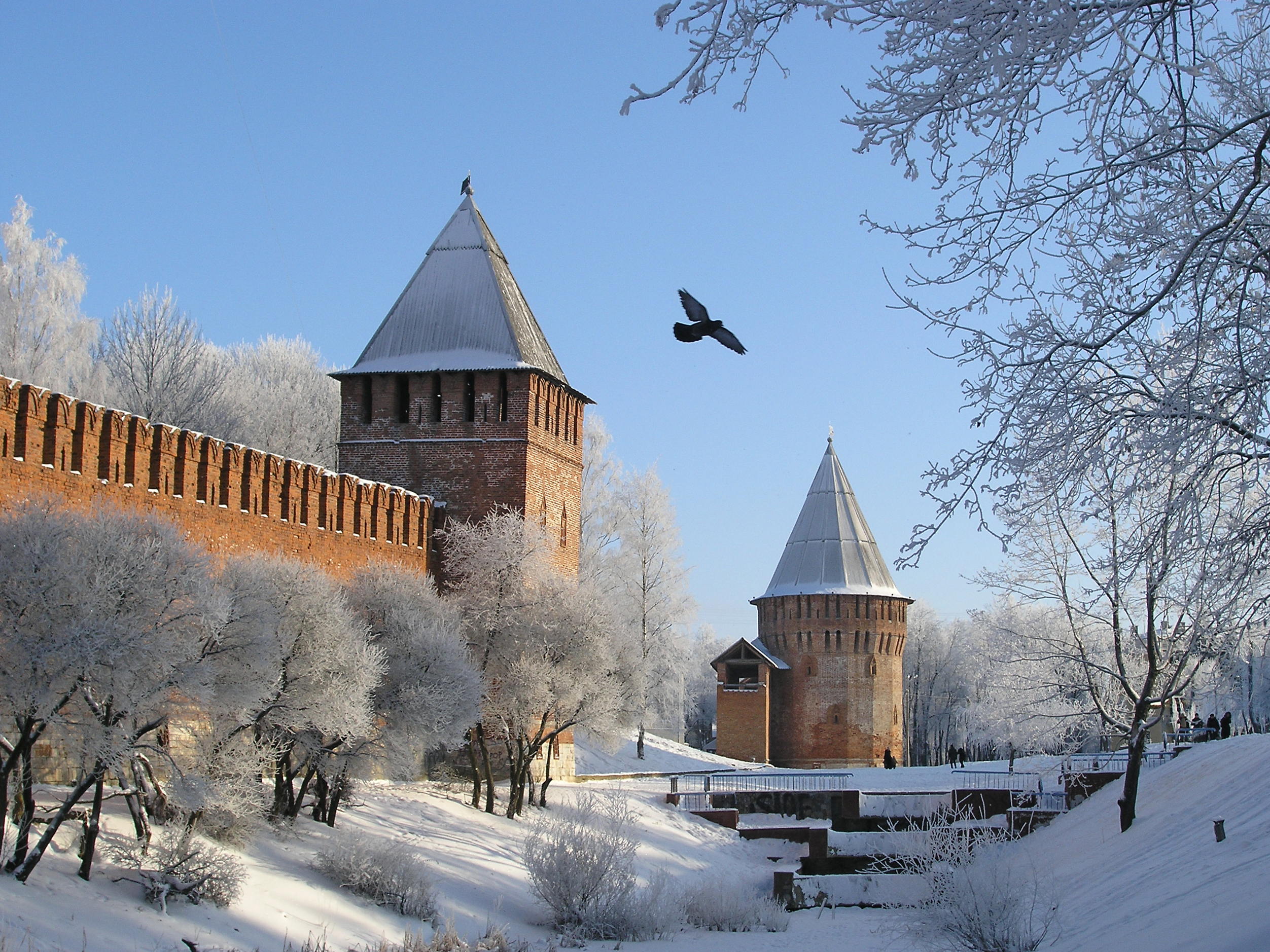
斯摩棱斯克的城墙

### 教堂

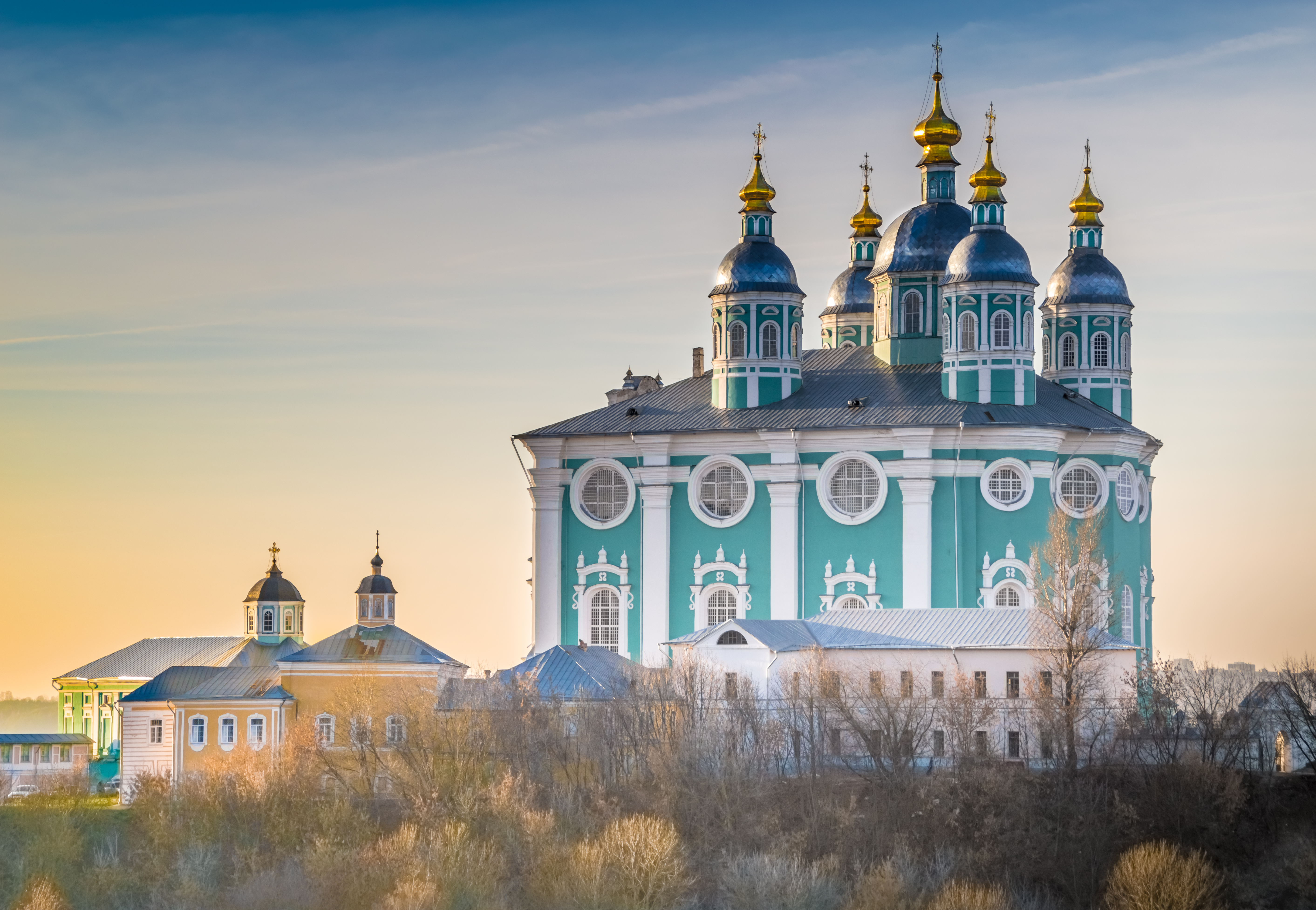
圣母升天大教堂

### 纪念碑
作为俄罗斯历史上许多伟大战役的发生地，斯摩棱斯克拥有许多纪念其丰富军事历史的纪念碑。

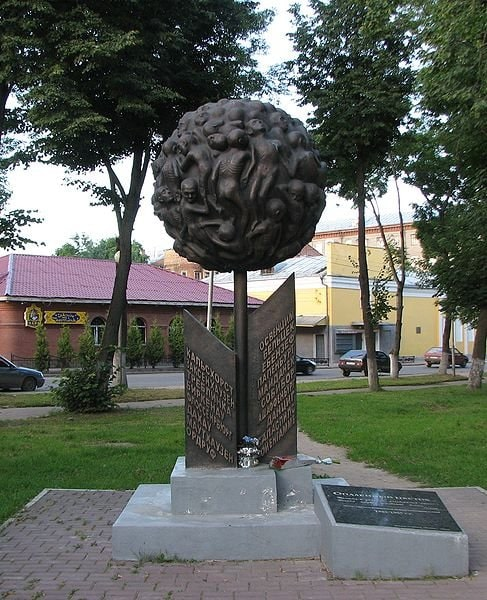
烧焦的花，纳粹集中营儿童受害者纪念碑

### 教育建筑

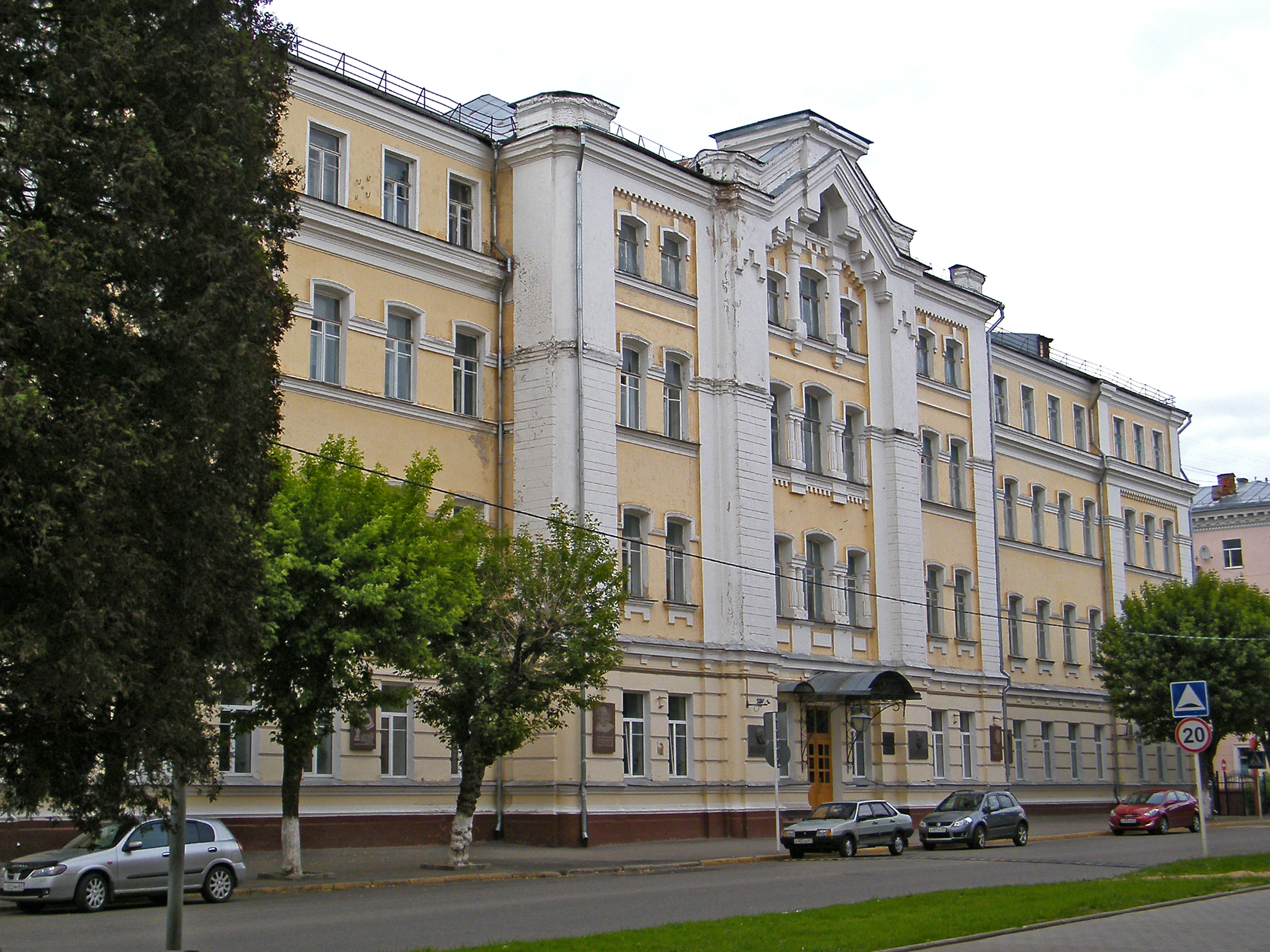
斯摩棱斯克州立大学主楼

### 战后斯大林风格建筑

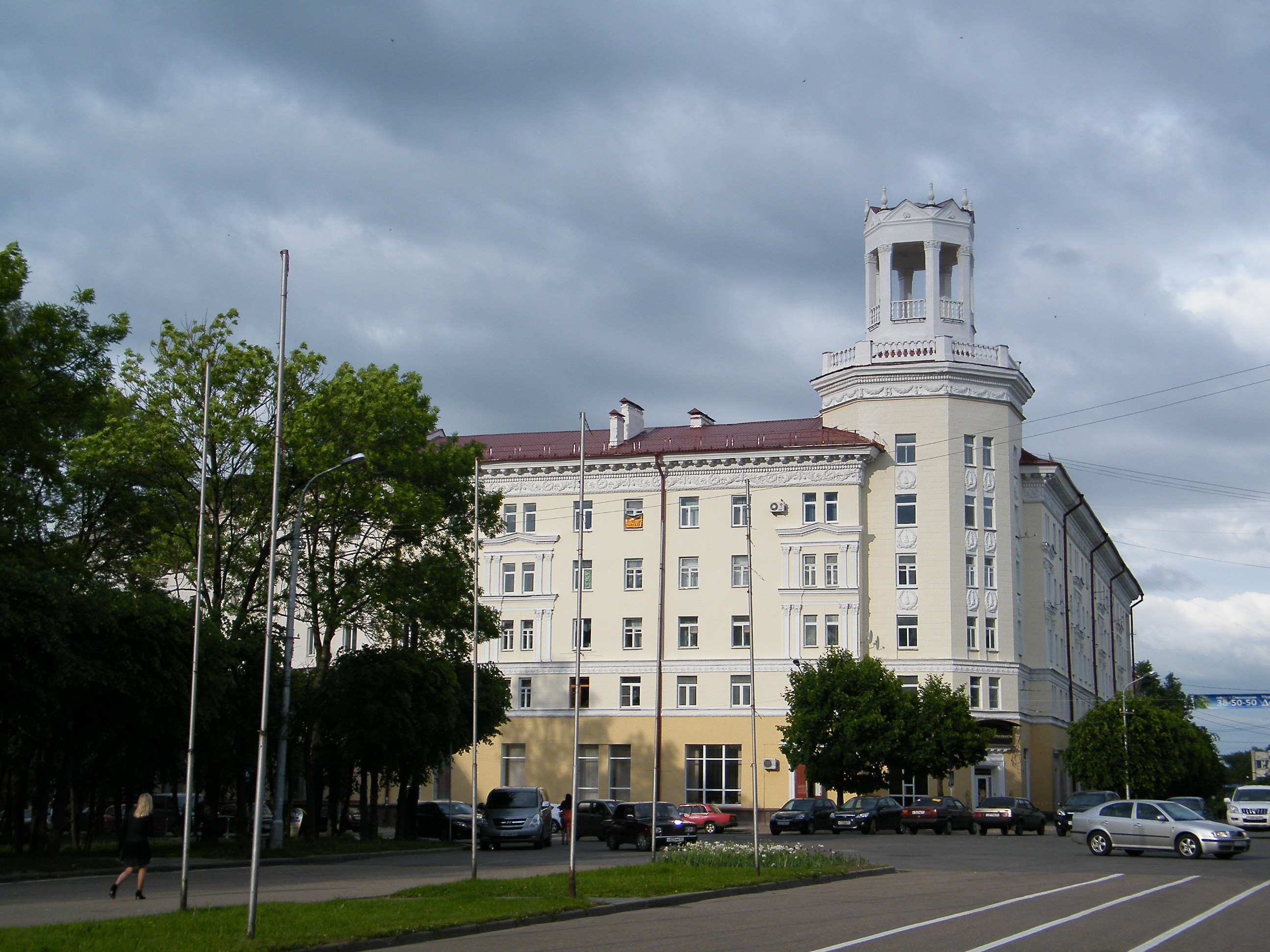
苏联时期的建筑

## 交通

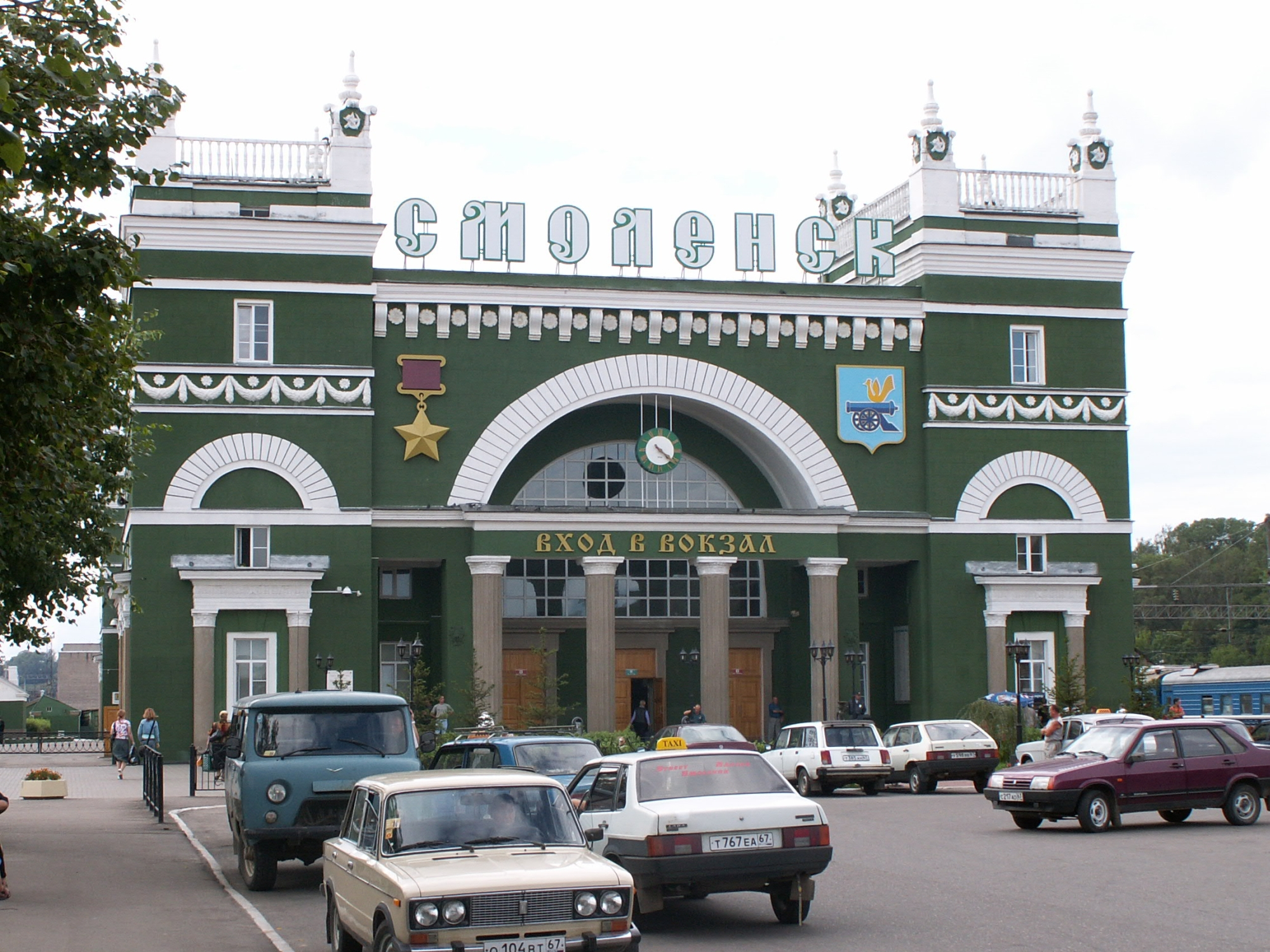
斯摩棱斯克火车站

斯摩棱斯克位于M1高速公路和莫斯科-布列斯特铁路线上。自1870年以来，斯摩棱斯克和莫斯科之间有铁路连接。本地公共交通包括公共汽车和无轨电车。公共交通网络包括公共汽车、无轨电车、有轨电车和苏式小巴。
有两个机场位于城市郊区；南斯摩棱斯克机场（民用）和北斯摩棱斯克机场（军用）；然而，南斯摩棱斯克机场没有定期航班。

## 教育
斯摩棱斯克是斯摩棱斯克州立大学（SMOLGU）和斯摩棱斯克州立医科大学（2015年作为大学附属）（SSMU）的所在地；以及继续教育学院和其他教育机构。

## 友好城市
- 法國蒂勒
- 德国哈根
- 美国科罗拉多泉（2022年因俄罗斯入侵乌克兰暂停）[23]
- 乌克兰克里米亞克赤（俄佔領）
- 白俄羅斯 维捷布斯克
- 保加利亚 特爾戈維什特市鎮
- 塞爾維亞 克拉古耶瓦茨

## 知名人士
- 伊万·伊万诺维奇·巴米亚京斯基（1772-1825），俄罗斯留里克亲王；亚历山大·巴米亚京斯基亲王的父亲。
- 尤里·加加林（1934-1968），宇航员
- 季莫菲·米哈伊洛夫（1859-1881），革命家，沙皇亚历山大二世的刺客之一
- 格里戈里·马克西莫夫（1893-1950），无政府工团主义革命家。
- 费奥多尔·格林卡（1786-1880），俄罗斯诗人和作家。
- 米哈伊尔·格林卡（1804年生于新斯帕斯科耶-1857年），作曲家
- 谢尔盖·格林卡（1774-1847），浪漫主义时期的俄罗斯小作家
- 安纳托利·哈兰皮耶夫（1906–1979），桑搏的创始人
- 爱德华·希尔（1934-2012），歌手
- 莫斯科牧首基里尔（生于1946年），宗教领袖
- 谢尔盖·科年科夫（1874-1971），雕塑家
- 谢苗·拉沃契金（1900-1960），飞机设计师
- 莫里斯·马尔金（1893-1970），商人，切克汽车公司创始人
- 维克托·内米特斯基（1900-1967），数学家
- 格里戈里·波将金（1739年生于奇热瓦-1791），政治家，叶卡捷琳娜二世的情人。
- 安德烈·斯塔罗沃伊托夫（1915-1997），IIHF名人堂入选者
- 亚历山大·特瓦尔多夫斯基（1910-1971），作家

## 荣誉
斯莫伦斯克海峡位于南设得兰群岛的利文斯顿岛和迪塞普逊岛之间，以斯摩棱斯克这座城市命名。
苏联二战后的一个项目计划建造一艘名为斯摩棱斯克的轻巡洋舰。但未能实施。